# Dioscorea preslii
Dioscorea preslii är en enhjärtbladig växtart som beskrevs av Ernst Gottlieb von Steudel. Dioscorea preslii ingår i släktet Dioscorea och familjen Dioscoreaceae. Inga underarter finns listade i Catalogue of Life.